# Комсомолець (Єйський район)
 Комсомолець — селище в Єйському районі Краснодарського краю. Центр Красноармєйського сільського поселення.
Комбікормовий завод. Спорткомплекс (зокрема плавальний басейн).
Через селище проходить автомобільна дорога Єйськ — Ясенська.